# David Herzog

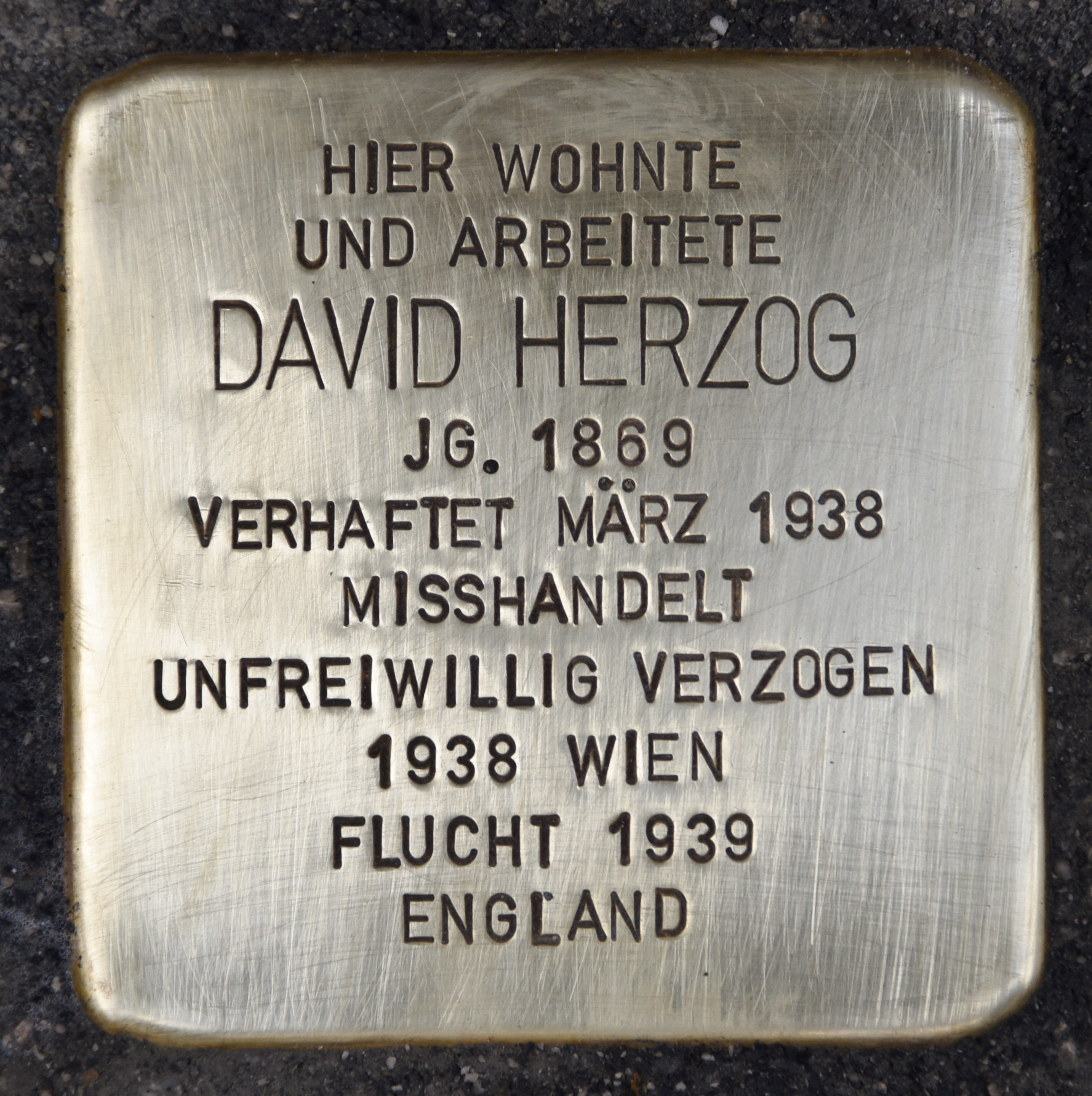
Stolperstein für David Herzog

David Herzog (* 7. November 1869 in Tyrnau, Österreich-Ungarn; † 6. März 1946 in Oxford, Vereinigtes Königreich) war ein Historiker und Landesrabbiner für Steiermark und Kärnten.

## Biographie

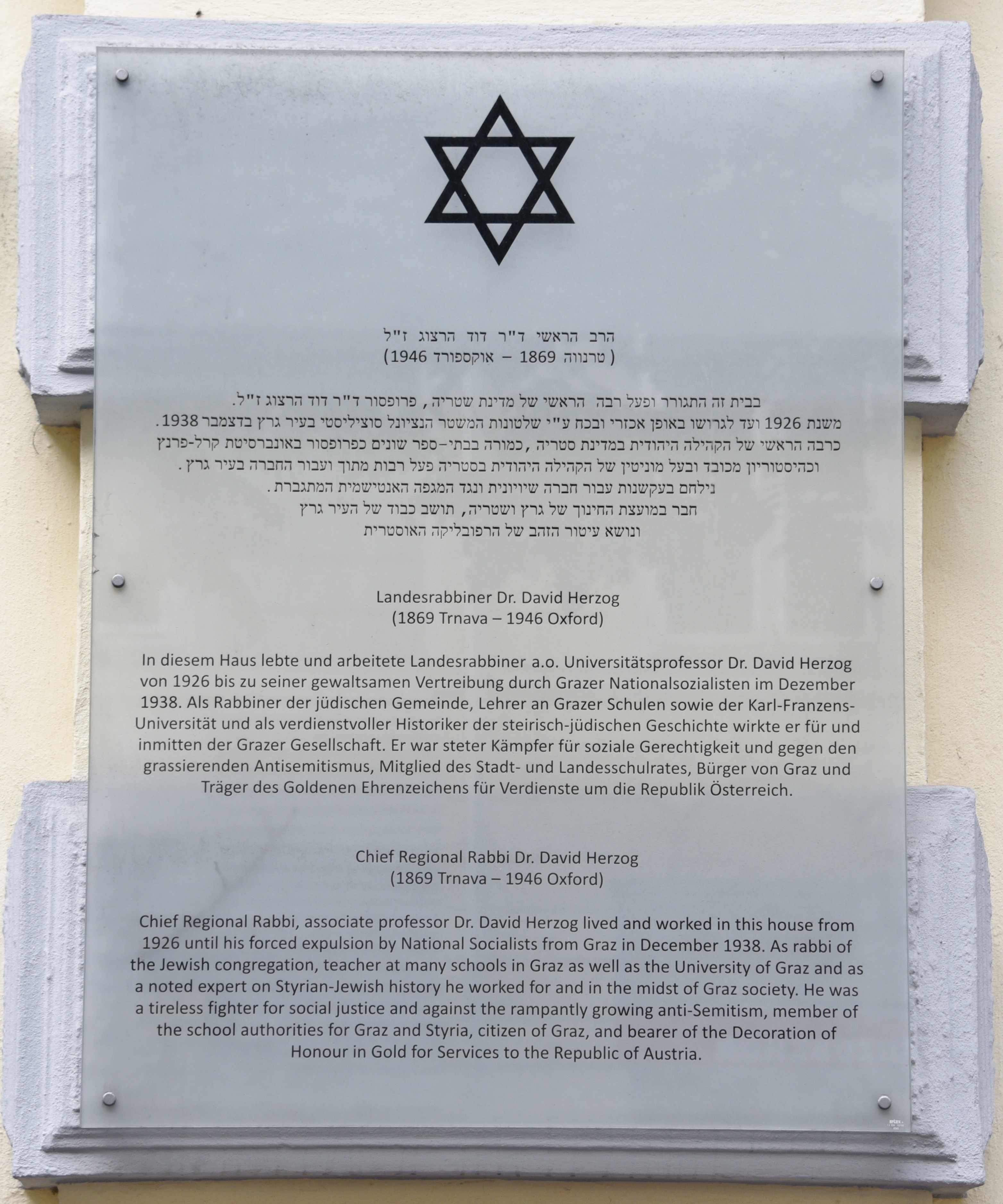
Gedenktafel am Wohnhaus Radetzkystraße 8 (2016)

Herzog war das älteste von acht Kindern des Textilkaufmanns Leopold Herzog und von Cäcilia Herzog, geborene Süß. In Tyrnau besuchte er in den Jahren 1876 bis 1881 die Volksschule und von 1881 bis 1889 das fürsterzbischöfliche Gymnasium. Ab 1889 studierte er an der Universität Berlin semitischen Sprachwissenschaft und wurde am 4. Jänner 1894 zum Doktor der Philosophie promoviert. Im Jahr 1896 setzte er seine Studien in Paris und 1899/1900 in Wien fort.
Der Kultusrat der Israelitischen Kultusgemeinde Graz wählte ihn am 20. Oktober 1907 als Nachfolger von Samuel Mühsam zum neuen Rabbiner für Steiermark, Kärnten und – bis 1918 – für Krain. Im Jahr 1909 nahm Herzog seine Tätigkeit an der Karl-Franzens-Universität Graz auf und lehrte bis 1938 die hebräische und arabische Sprache, an Schulen wirkte er als Historiker und Religionslehrer, u. a. am Akademischen Gymnasium in Graz. Im Jahr 1926 wurde er zum außerordentlichen Universitätsprofessor ernannt.
Während seiner Amtszeit erreichte die jüdische Gemeinde in Graz ihren Höhepunkt. Jüdische Zeitschriften wurden in Graz herausgegeben, am jüdischen Friedhof wurde im Jahr 1910 die Zeremonienhalle eingeweiht und 1914 im Amtsgebäude ein Winterbetsaal eingerichtet. Die jüdische Gemeinde, die 1910 insgesamt 1971 Mitglieder (1,3 % der Bevölkerung von Graz) hatte, verringerte sich nach dem Ersten Weltkrieg durch Überalterung, Geburtenrückgang, Auswanderung nach Palästina und Austritten aus der IKG und litt unter dem wachsenden Antisemitismus, der zu wiederholten Übergriffen auf jüdische Vereine und Personen führte.
Nach dem „Anschluss“ Österreichs 1938 wurde er in einer ersten Verhaftungswelle zusammen mit dem Nobelpreisträger Otto Loewi und vielen anderen festgenommen. Die Erfahrungen der 14-tägigen Inhaftierung und des Novemberpogroms zwangen ihn, mit seiner Frau Österreich am 20. Dezember 1938 zu verlassen. Über Wien, die Niederlande und Dover emigrierte er nach London, wo er ein Jahr in bescheidenen Verhältnissen lebte. Im Jahr 1940 übersiedelte er nach Oxford, wo er an der dortigen Universität seine wissenschaftliche Arbeit wieder aufnehmen konnte.

## Sonstiges
Im Jahr 1988 wurde an der Karl-Franzens-Universität Graz der David Herzog-Fonds eingerichtet, mit dessen Hilfe interkulturelles Verstehen – speziell in Bezug auf die jüdische Kultur – gefördert und gewürdigt werden soll. Seit 2005 wird der David-Herzog-Fonds von allen steirischen Universitäten getragen.
Der Platz zwischen dem jüdischen Gemeindehaus (Grieskai 58, ehemalige Bezeichnung: Amtshaus, seit 2016 auch eine kleine Synagoge beherbergend) und der zerstörten alten Synagoge nördlich davon wurde im Jahr 1988 vom Grazer Gemeinderat Synagogenplatz benannt. Im Jahr 2000, in dem die wiedererrichtete Synagoge eröffnet wurde, wurde dieser Platz – auf Privatgrund gelegen – vom Gemeinderat auf David-Herzog-Platz umbenannt. Die heutige Synagoge hat ihren Haupteingang auf ihrer Südseite und damit diesem Platz zugewandt, sie erhielt die – einzige – Hausnummer 1 dieses Platzes. Das Straßennamenschild erhielt eine Erklärtafel zum Leben Herzogs – in Email, Weiß auf Grün.
Zum 75. Jahrestag der Reichspogromnacht, in der der Herzog nachts von Nationalsozialisten aus seiner Wohnung im Haus Radetzkystraße 8 verschleppt, bedroht und gedemütigt wurde, schrieb die Künstlerin Catrin Bolt einen Auszug aus Herzogs Autobiographie zu diesem Vorfall in schwarz aufgesprühten Lettern auf die Gehsteige längs des Weges zur damals beschädigten Synagoge. Das Kunstwerk Lauftext – Mahnmal, war für 9. November 2013 – 30. September 2015 angelegt, wurde in Zusammenarbeit mit dem Institut für Kunst im öffentlichen Raum Steiermark errichtet und wurde in der Folge von Gedenkspaziergängen des Vereins für Gedenkkultur Graz besucht. Teile der schwarzen Schrift bleiben über 2015 hinaus lesbar. Ein Nachmalen, um das Werk zu erhalten wurde von der Stadt Graz zunächst abgelehnt, aber im Jahr 2021 schließlich durchgeführt. Dabei wurden auch die Teile, die durch Bau- und Grabungsarbeiten zerstört waren, wiederhergestellt. Zügiger als gehend lässt sich die Schrift lesen, indem man an ihr mit Inline-Skates oder per Scooter entlangrollt.
Am Haus Graz, Radetzkystraße 8, in dem Herzog bis 1938 wohnte, etwas westlich des Jakominiplatzes wurde spätestens im August 2016 eine gläserne dreisprachige (Hebräisch, Deutsch, Englisch) Gedenktafel zu Herzog angebracht.
Am 16. August 2016 wurde in der Radetzkystraße 8 in Graz von Gunter Demnig ein Stolperstein zum Gedenken an David Herzog verlegt.
Vom 17. bis zum 20. Oktober 2021 führte Catrin Bolt mit Team den Lauftext ein zweites Mal aus. Grafisch ident in 16 cm hohen Lettern, doch dicker gespachtelt und abriebbeständiger, in sandgefülltem 2-Komponenten-Markierplastik. Eine längere Passage der Schrift aus dem Jahr 2013 hatte sich bis dahin noch am Grieskai erhalten.

## Auszeichnungen und Ehrungen
- Jubiläumskreuz (1909)
- Zivil-Verdienstkreuz (genaue Ausprägung unbekannt)
- Kriegskreuz für Zivilverdienste II. Klasse
- Ehrenkreuz II. Klasse für Verdienste um das Rote Kreuz
- Bürger der Stadt Graz (1929)[6]
- Goldenes Ehrenzeichen für Verdienste um die Republik Österreich (1934)

## Werke
- Maimonides’ Commentar zum Tractat Peah. Calvary, Berlin 1894.
- Urkunden und Regesten zur Geschichte der Juden in der Steiermark (1475–1585). Verlag der Israelitischen Kultusgemeinde, Graz 1934.